# 宮子の竜宮
宮子の竜宮（みやこのりゅうぐう）は、群馬県伊勢崎市宮子町の広瀬川の水底のあるという伝説の舞台。宮子町の竜宮橋の北に竜宮の森と呼ばれる岩山と龍神宮という神社があるが、ここの岩窟とつながっている深い水底に竜宮はあるという。いまもいくつかの伝説が残る。

## 卯の木大明神の起こり
以前はこの辺りは卯の木という地名で、卯の木大明神を守り神としていた。卯の木大明神の祭神は竜宮の姫であるという。
履中天皇（在位:400年? - 405年?）の時代。深津（現・前橋市粕川町深津）の高野辺左大将家成という人物がこの岩山にやってきたとき、一人の美女が表れ、家成に「この岩窟は竜神の宮殿であるから失礼のないよう」告げた。家成はこのときから竜宮を敬うようになった。
雄略天皇（在位:457年? - 479年?）の皇子・岩城皇子（磐城皇子）が常陸国の筑波山（蚕の神が化生した地であることから）を視察に行く途中、碓氷峠を通った。その時夜間であったにもかかわらず、あたりが昼間のように明るくなり、一人の乙女が表れた。曰くこれは皇子の御成を祝福する竜燈で、自分は竜宮姫であると。視察を終えた皇子が卯の木の岩窟に立ち寄ると、竜宮姫は自分をこの地の産土神として祀ってほしいと皇子に依頼した。村人たちは竜宮姫を卯の木大明神として祀り、毎年6月28日を祭りの日と定めた。皇子が卯の木の岩窟に立ち寄ったのは4月12日で、この日は必ず恵みの雨が降るという。

## 竜宮の農太鼓
5月の半夏（新暦の7月2日頃）の10日ほど前になると、川の水底から太鼓のような音が聞こえる。近隣住民はこれを竜宮の農太鼓と呼び、田植えに取り掛かる準備として利用した。半夏を過ぎるとこの音は次第に小さくなり、やがて鳴りやむ。

## 阿感坊
天正19年（1591年）、跡部良直がこの地の領主に任命される。良直は阿感坊という人物について聞き知る。阿感坊は天文16年（1547年）に竜宮に行き、3年後に戻ってきたという。『群馬県史』によると、阿感坊は広瀬川の近くで藤の木を伐採していた際、誤って鉈を水中に落としてしまった。鉈を取りに行ったところ竜宮に辿りついたという。
良直は阿感坊を呼び、竜宮の様子を聞き出そうとした。はじめ阿感坊は「竜宮で口止めされた、話せば命はない」と断るが、良直は話さねば手打ちにすると激しく怒った。
いずれにせよ命はないと覚悟を決めた阿感坊は竜宮の様子を話し始めた。竜宮の1日は地上の1年である（1日のうちに四季の変化があることからそれが分かった）こと、建物や食器類が宝石で出来ていたこと、14・5歳から17・8歳の美少女たちが入れ替わり接客？してくれたことなど。また、二匹の白蛇が水中で踊りだすと太鼓の音が響いた。これが竜宮の農太鼓であろうとも話した。これらを話し終えた阿感坊は帰宅するが、その日のうちに死んでしまった。良直は阿感坊を丁重に弔った。
また良直は、阿感坊を自分の墓の隣に葬ってよいと許可した。阿感坊の墓は紅巌寺（現・宮子第二霊園。宮子町1416番地）に現存する。阿感坊は竜宮から帰還する際、1寸8分の観音像とメノウの玉と玉手箱を持たされたという。観音像は宮子町に祀られており、メノウの玉は宮子神社（宮子町1710番地）に持っていかれたと伝えられる。玉手箱は個人蔵。